# Leichtathletik-Europameisterschaften 1986/3000 m Hindernis der Männer

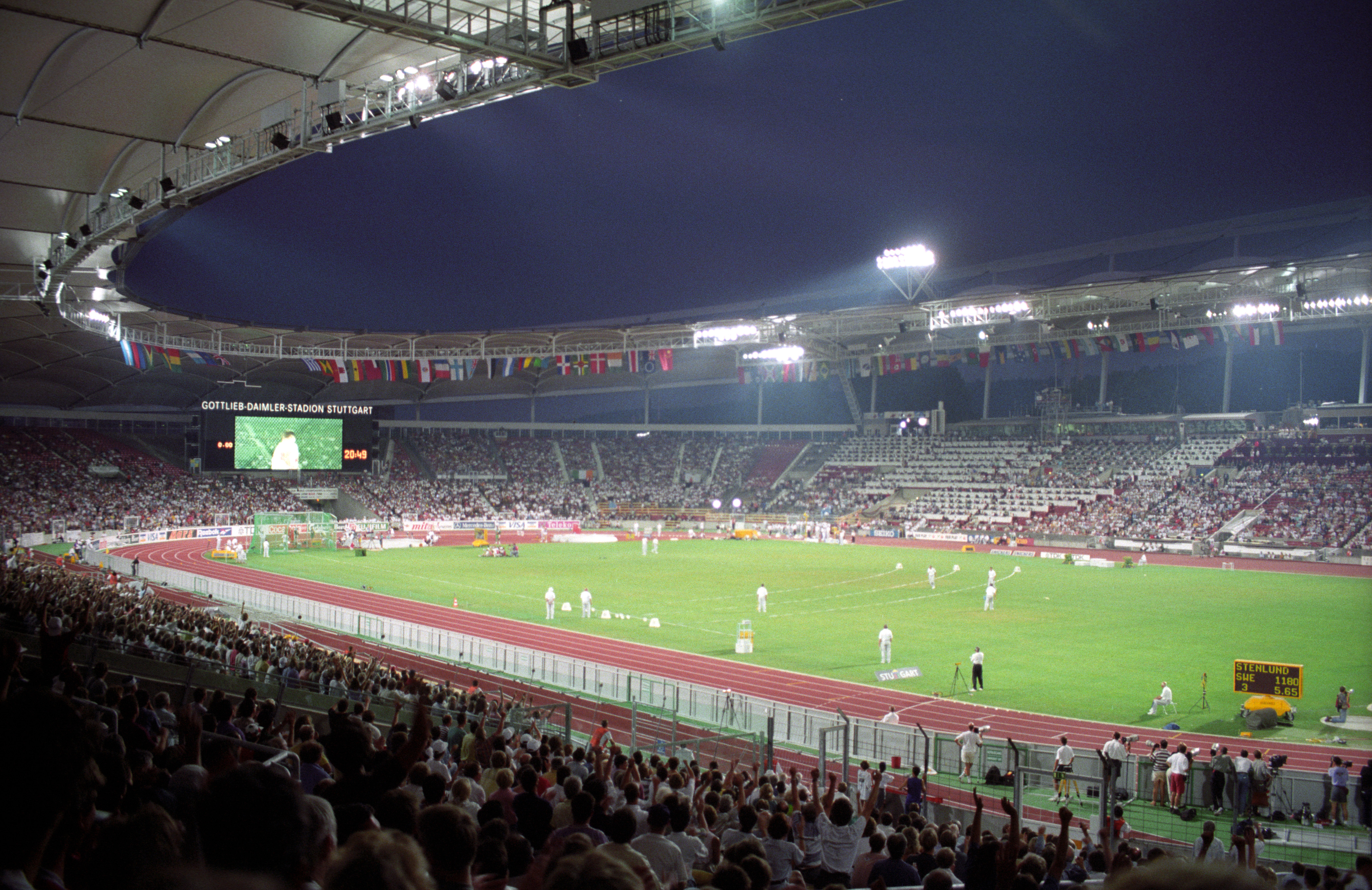
Das Stuttgarter Neckarstadion (heute MHPArena) bei den Leichtathletik-Weltmeisterschaften 1993

Der 3000-Meter-Hindernislauf der Männer bei den Leichtathletik-Europameisterschaften 1986 wurde am 27. und 29. August 1986 im Stuttgarter Neckarstadion ausgetragen.
Europameister wurde der DDR-Läufer Hagen Melzer. Er gewann vor dem Italiener Francesco Panetta. Bronze ging an den bundesdeutschen Titelverteidiger und Weltmeister von 1983 Patriz Ilg.

## Bestehende Rekorde
| Weltrekord           | 8:05,4 min  | Henry Rono           | Seattle, USA     | 13. Mai 1978      |
| Europarekord         | 8:07,62 min | Joseph Mahmoud       | Brüssel, Belgien | 24. August 1984   |
| Meisterschaftsrekord | 8:15,04 min | Bronisław Malinowski | EM Rom, Italien  | 7. September 1974 |

Der seit 1974 bestehende EM-Rekord wurde auch bei diesen Europameisterschaften nicht erreicht. Die schnellste Zeit erzielte Europameister Hagen Melzer aus der DDR mit 8:16,65 min, womit er 31,61 s über dem Rekord blieb. Zum Europarekord fehlten ihm 9,03 s, zum Weltrekord 11,15 s.

## Legende
Kurze Übersicht zur Bedeutung der Symbolik – so üblicherweise auch in sonstigen Veröffentlichungen verwendet:
| DNF | Wettkampf nicht beendet (did not finish) |

## Vorrunde
27. August 1982, 19:30 Uhr
Die Vorrunde wurde in zwei Läufen durchgeführt. Die ersten sechs Athleten pro Lauf – hellblau unterlegt – sowie die darüber hinaus drei zeitschnellsten Läufer – hellgrün unterlegt – qualifizierten sich für das Finale.

### Vorlauf 1
| Platz | Name              | Nation         | Zeit (min) |
| ----- | ----------------- | -------------- | ---------- |
| 1     | Tommy Ekblom      | Finnland       | 8:24,05    |
| 2     | Hagen Melzer      | DDR            | 8:24,07    |
| 3     | Roger Hackney     | Großbritannien | 8:24,49    |
| 4     | Gábor Markó       | Ungarn         | 8:24,51    |
| 5     | Rainer Schwarz    | BR Deutschland | 8:25,02    |
| 6     | Pascal Debacker   | Frankreich     | 8:25,22    |
| 7     | Francesco Panetta | Italien        | 8:25,44    |
| 8     | Henryk Jankowski  | Polen          | 8:26,51    |
| 9     | Francisco Sánchez | Spanien        | 8:29,20    |
| 10    | Are Nakkim        | Norwegen       | 8:45,95    |
| 11    | Wolfgang Konrad   | Österreich     | 8:54,33    |
| DNF   | Brendan Quinn     | Irland         |            |

### Vorlauf 2
| Platz | Name                    | Nation         | Zeit (min) |
| ----- | ----------------------- | -------------- | ---------- |
| 1     | William Van Dijck       | Belgien        | 8:26,52    |
| 2     | Colin Reitz             | Großbritannien | 8:26,86    |
| 3     | Bogusław Mamiński       | Polen          | 8:27,11    |
| 4     | Patriz Ilg              | BR Deutschland | 8:27,14    |
| 5     | Joseph Mahmoud          | Frankreich     | 8:27,47    |
| 6     | José Regalo             | Portugal       | 8:27,65    |
| 7     | Nikolai Matjuschenko    | Sowjetunion    | 8:27,98    |
| 8     | Raymond Pannier         | Frankreich     | 8:28,73    |
| 9     | Roland Hertner          | Schweiz        | 8:36,46    |
| 10    | Jorge Bello             | Spanien        | 8:38,13    |
| 11    | Roger Gjøvaag           | Norwegen       | 8:39,62    |
| 12    | Alessandro Lambruschini | Italien        | 8:49,90    |

## Finale

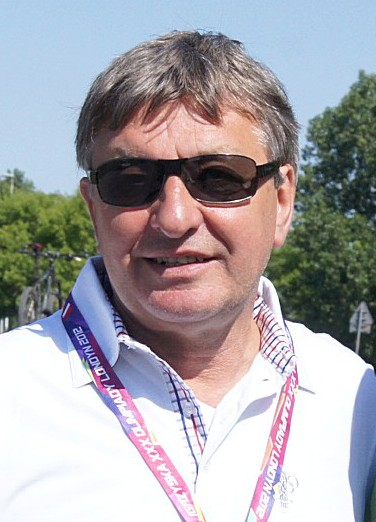
Der Vizeeuropameister von 1982 und Vizeweltmeister von 1983 Bogusław Mamiński (hier im Jahr 2012) erreichte diesmal nicht das Ziel

29. August 1982, 20:25 Uhr
| Platz | Name                 | Nation         | Zeit (min) |
| ----- | -------------------- | -------------- | ---------- |
| 1     | Hagen Melzer         | DDR            | 8:16,65    |
| 2     | Francesco Panetta    | Italien        | 8:16,85    |
| 3     | Patriz Ilg           | BR Deutschland | 8:16,92    |
| 4     | Colin Reitz          | Großbritannien | 8:18,12    |
| 5     | William Van Dijck    | Belgien        | 8:20,19    |
| 6     | Joseph Mahmoud       | Frankreich     | 8:20,25    |
| 7     | Rainer Schwarz       | BR Deutschland | 8:20,90    |
| 8     | Roger Hackney        | Großbritannien | 8:20,97    |
| 9     | José Regalo          | Portugal       | 8:21,41    |
| 10    | Tommy Ekblom         | Finnland       | 8:28,32    |
| 11    | Pascal Debacker      | Frankreich     | 8:34,95    |
| 12    | Henryk Jankowski     | Polen          | 8:36,55    |
| 13    | Gábor Markó          | Ungarn         | 8:38,78    |
| DNF   | Nikolai Matjuschenko | Sowjetunion    |            |
| DNF   | Bogusław Mamiński    | Polen          |            |

## Videolink
- 3,000m Steeplechase Final - European Athletics Championships, Stuttgart 1986, www.youtube.com, abgerufen am 14. Dezember 2022